# Equatòria
Equatòria (en anglès Equatoria, en àrab Al-Istiwa'iyah, الاستوائية) és una regió a la part sud del Sudan del Sud. Originalment fou una província egípcia, una província de la Mahdiyya i una província del Sudan angloegipci.

## Història
Els egipcis es van acostar a la zona el 1871 i la província (muridiyya) es va crear el 26 de maig de 1871 sota el regnat d'Ismaïl Paixà. Els seus governadors foren:
- 26 de maig de 1871 - agost de 1873 Samuel Baker Paixà (1821 - 1893)
- Agost de 1873 - març de 1874 Mehmed Reuf Paixà
- Març de 1874 - octubre de 1876 Charles George Gordon (Gordon Paixà 1833 - 1885)
- Octubre de 1876 - 1877 Henry Prout Bey (1845 - 1927)
- 1877 (fins a l'agost) Alexander Mason Bey (1841 - 1897)
- Agost de 1877 - 1878 Ibrahim Paixà Fawzi
- 1878 - 1889 Mehmed Emin Paixà (Eduard Schnitzer 1840 - 1892))

El governador designat per Gordon i ratificat pel khedive el 1878, el jueu silesià Eduard Schnitzer conegut com a Mehmed Emin Paixà (1840 - 1892) va quedar aïllat l'abril 1883. Les comunicacions amb Khartum van quedar tallades pels mahdistes i un cos expedicionari egipci de socors fou derrotat a Shaykan el 5 de novembre de 1883 i els mahdistes van ocupar Bahr al-Ghazal el març de 1884 (totalment el 30 d'abril) i llavors el governador mahdista de Bahr al-Ghazal, Kamran Allah Kurkasawi, el va convidar a rendir-se; per guanyar temps va enviar una delegació al governador i va traslladar el seu quarter general a Wadelai (abril de 1885). Les forces mahdistes van entrar a la província però se'n van retirar i finalment els mahdistes van sortir de la Bahr al-Ghazal per anar a Darfur (octubre de 1885) i va restar tranquil durant dos anys. En aquest temps la seva situació fou coneguda a Europa i es va organitzar una expedició privada de socors que va dirigir l'americà Henry Morton Stanley, al servei del rei dels belgues Leopold II, i que va tenir el suport del govern egipci. El 28 de maig de 1886 el primer ministre egipci Nubar Paixà va enviar comunicació a Emin que Egipte havia abandonat el Sudan i es podia retirar cap a Zanzíbar, comunicació que va rebre el març del 1886.
Stanley i Emin es van trobar prop del llac Albert el 29 d'abril de 1888. Emin no volia deixar el càrrec i Stanley li va proposar administrar Lado per compte de l'Estat Lliure del Congo, o establir una posició a la zona del llac Victòria al servei de la Companyia Imperial Britànica de l'Àfrica Oriental, propostes que Emin va rebutjar. Quan Stanley se'n va anar, les tropes d'Emin es van amotinar i el van retenir a Dufile. L'11 de juny de 1888 una columna mahdista dirigida per Umar Salih va sortir d'Omdurman i va arribar a Lado l'11 d'octubre i va convidar a Emin a rendir-se; els amotinats van resistir als mahdistes i van alliberar a Emin el 16 de novembre. Els mahdistes van establir una posició a al-Radjdjaf que mantenia contacte pel riu amb Omdurman. Emin es va retirar llavors cap al llac Albert on el gener de 1889 es va reunir amb Stanley, i junts van sortir cap a la costa.
Després de l'evacuació d'Emin Paixà, les tropes egípcies van refusar marxar i sota la direcció d'un oficial originari del Sudan del sud de nom Fadl al-Mawla Muhammad, van mantenir el control de la província i van hostilitzar la base mahdista, que va esdevenir un lloc de desterrament de presoners polítics. El 1892 Fadl al-Mawla Muhammad es va posar al servei del govern de l'Estat Lliure del Congo i fou reconegut com a governador de la província. Això va provocar l'enviament d'un contingent mahdiste (final de 1893) manat per Arabi Dafa Allah, que en els combats (gener de 1894) va matar a Fadl al-Mawla i va combatre els belgues amb cert èxit, però la manca de subministraments per la dificultat de comunicacions amb Omdurman feien difícil el seu manteniment al lloc fins que els belgues van ocupar al-Radjdjat el febrer de 1897.
La província d'Equatòria es va formar el 1936 amb la unió de les províncies de Mongalla i Bahr al-Ghazal; el 1948 Bahr al-Ghazal en fou separada. A la independència del Sudan el 1956 Equatòria fou una de les nou províncies i va existir fins al 1973 quan es va formar la regió del Sudan del Sud passant a ser una subdivisió interna. La regió fou abolida el 1983 i es van crear al seu lloc tres regions descentralitzades, una de les quals Equatòria, que va existir fins al 1991 quan va adquirir rang d'estat. El 1994 es va dividir en tres estats més petits.

## Governadors durant el període 1885-1897
- Kamran Allah Kurkasawi 1885 (de la mahdiyya)
- Emin Pasha 1885-1888 (nominalment fins al gener de 1889)
- Umar Salih 1888-1893 (mahdista)
- Fadl al-Mawla Muhammad, lleial a Egipte 1888-1892, de l'Estat Lliure del Congo 1892-1894
- Arabi Dafa Allah 1893-1897 (mahdista)